# Skała Pipkowa
Skała Pipkowa – skała w górnej części Doliny Kamienic na Wyżynie Krakowsko-Częstochowskiej. Znajduje się na wschodnim zboczu doliny, a u jej podnóża wypływa źródło dające początek potokowi Kamienice spływającemu z doliny do Rowu Krzeszowickiego. Określenie Pipek znane było już w 1799 r., był to przydomek niejakiego Jana, dawnego mieszkańca tych terenów urodzonego w 1738. Skała nazywana była również Kubową Skałą od dawnego właściciela – ur. w 1869 Jakuba Łagana, syna Jana i Agnieszki Święszek.
Pipkowa Skała ma pionową ścianę o długości ok. 120 m i wysokości ok. 20 m. U jej podnóża znajduje się głęboka szczelina, jednak za wąska, by udało się do niej wejść. Zbudowana jest z dolnokarbońskiego wapienia i jest rzadkim w Polsce przykładem olistolitu. Pochodzi z terenu położonego kilka kilometrów dalej na północny wschód. W dolnym permie oderwała się od podłoża i ześlizgnęła, osadzając się na znajdujących się tutaj dużo młodszych skałach zlepieńca myślachowickiego z dolnego permu.
Skałę już przed wojną zwiedzali i podziwiali turyści. Obecnie jest pomnikiem przyrody i znajduje się na posiadającym duże walory krajobrazowe, geologiczne i przyrodnicze obszarze Parku Krajobrazowego Dolinki Krakowskie.